# Microdus hilarianus
Microdus hilarianus là một loài Rêu trong họ Dicranaceae. Loài này được (Mont.) Besch. mô tả khoa học đầu tiên năm 1897.